# BTS套餐
BTS套餐（英語：The BTS Meal）是跨国连锁快餐店麦当劳与韩国明星男子音乐团体防弹少年团（BTS）合作，在50多个国家的麦当劳餐厅推出的限量版套餐。

## 餐点与包装

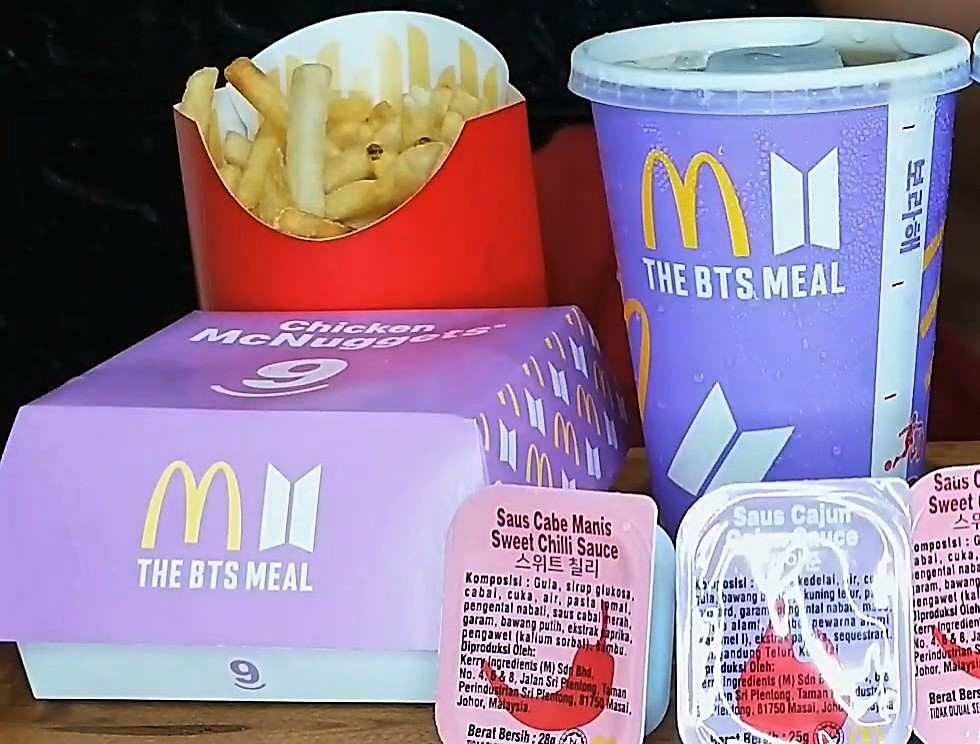
The BTS Meal麦当劳套餐。

The BTS Meal包含了9至10块麦克鸡块、中号炸薯条、中号可乐以及受“流行的麦当劳韩国食谱”启发的甜椒酱和卡津菜蘸酱。The BTS Meal的水杯、盒子、纸袋都换成了限量紫色包装。

## 周边
除了The BTS Meal，麦当劳还与防弹少年团还联名推出了浴袍、T恤、薯条小包、收纳包、雨伞等一系列的时尚周边产品，以经典薯条拼成的防弹少年团LOGO，并加入BTS代表的色「紫色」与麦当劳经典配色作为主要设计。

## 历史
The BTS Meal于2021年5月26日起，在选定的国家或地区正式推出。其中包括美国、奥地利、巴哈马、巴西、加拿大、哥伦比亚、多米尼加共和国、马来西亚、印度尼西亚、以色列、巴拉圭、菲律宾和圣马丁岛。直至6月下旬，The BTS Meal已在50个国家发布。印度尼西亚人潮涌动，掀起一波抢购潮，多家麦当劳挤满了送餐员。由于COVID-19大流行，多家麦当劳包括三宝垄当地六间麦当劳当中的四间暂时关闭，以免成为防疫破口。而在新加坡，这顿套餐只能通过订购来进行购买，以防止因大流行而导致商店过分拥挤。马来西亚的McDelivery网站更因此瘫痪。
后来，The BTS Meal的二手套餐包装在Shopee等多个电子商务平台上挂牌转售。据报道，新加坡有一位Carousell用户设定了数十亿美元的要价。
2021年6月20日，The BTS Meal已停止推出。